# Ballets sans musique, sans personne, sans rien
Ballets sans musique, sans personne, sans rien est un livre de Louis-Ferdinand Céline paru en 1959.

## Contenu
L'ouvrage est illustré par Éliane Bonabel. C'est un recueil des différents arguments de ballet que l'écrivain a pu écrire, à savoir La Naissance d’une fée, Voyou Paul. Brave Virginie et Van Bagaden. Ces derniers se trouvaient initialement dans le pamphlet Bagatelles pour un massacre. Sont aussi intégrés Scandale aux abysses, qui est un argument de dessin-animé, et Foudres et Flèches, un autre ballet,.
Les rééditions ajouteront d'autres textes à ce corpus, à savoir Secrets dans l'île et Progrès.